# Эмблема Пакистана

Предыдущая эмблема Пакистана в 1947—1954 годах

Госуда́рственная эмбле́ма Пакиста́на (урду پاکستان کی ریاستی علامت; англ. State emblem of Pakistan) — один из официальных государственных символов Исламской Республики Пакистан.
Эмблема Пакистана была принята в 1954 году, и символизирует идеологию страны, основу ее экономики, ее культурное наследие и принципы руководства страной. Герб имеет зелёно-белый окрас. Зелёный цвет, как известно является цветом религии Ислам. Пакистан является исламской республикой, и большинство населения страны исповедует ислам, в основном суннизм, в меньшей степени шиизм. Белый цвет является символом чистоты. Название государства Пакистан с персидского языка переводится как Земля чистых.
В центре эмблемы — щит, который символизирует сельское хозяйство Пакистана, внутри которого изображены четыре главные посевные культуры в стране: хлопок, пшеница, чай и джут. Над щитом изображены полумесяц и пятиконечная звезда, являющиеся символами ислама и истории Пакистана. Щит и окружает сплетённый в виде узора могольской живописи венок из белого джасмина, который является национальным растением Пакистана. Узор венка подчёркивает Великих Моголов (то есть Бабуридов), которые оставили заметный след в культурном и историческом наследии Пакистана. Внизу венка свиток, на котором записан национальный девиз Пакистана на языке урду — «Иман, Иттихад, Назм» (Вера, Единство, Дисциплина). Автором данного девиза является Мухаммад Али Джинна — основатель Пакистана.

## Другие эмблемы в Пакистане

### Эмблемы национальных органов

Эмблема Верховного суда Пакистана
Эмблема Федерального шариатского суда Пакистана
Эмблема Избирательной комиссии Пакистана
Эмблема регулирующего органа по нефти и газу

### Эмблемы регионов Пакистана

Эмблема Панджаба
Эмблема Синда
Эмблема Белуджистана
Эмблема Хайбер-Пахтунхва
Эмблема Территории племён федерального управления (Зоны племён)
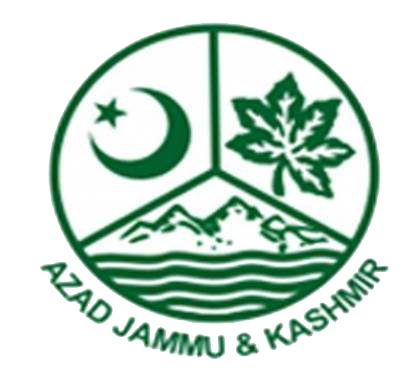
Эмблема Азад Кашмира